# 埃普芬多夫
埃普芬多尔夫是德国巴登-符腾堡州的一个市镇。总面积29.68平方公里，总人口3314人，其中男性1630人，女性1684人（2011年12月31日），人口密度112人/平方公里。